# Encarsia whittieri
Encarsia whittieri är en stekelart som beskrevs av Girault 1915. Encarsia whittieri ingår i släktet Encarsia och familjen växtlussteklar. Inga underarter finns listade i Catalogue of Life.